# Condanna a morte (racconto)
Condanna a morte (Death Sentence) è un racconto di fantascienza di Isaac Asimov pubblicato per la prima volta nel 1943 sul numero di novembre della rivista Astounding Science Fiction.
Successivamente è stato incluso nell'antologia Asimov Story (The Early Asimov) del 1972.
È stato pubblicato varie volte in italiano a partire dal 1973.

## Trama
Theo Realo, un eccentrico ricercatore, avvicina uno psicologo all'università di Arturo. La sua storia è che ha passato molti anni su un oscuro pianeta fuori mano e ha le prove che una volta esso faceva parte di una ormai dimenticata Federazione Galattica, che si fondava su di una psicologia molto più avanzata di quella di adesso.
In base ai suoi racconti un gruppo di ricercatori raggiunge il pianeta per indagare e scopre documenti vecchi di migliaia di anni cominciando ad esaminarli. Realo insiste che gli antichi psicologi della Federazione Galattica costruì anche un mondo di robot positronici allo scopo di lasciarli sviluppare la loro società. Realo insiste di essere stato su questo stesso pianeta, che la società dei robot esiste ancora e che lui gli ha lasciato esaminare la sua astronave.
Nasce la paura che i robot possano sviluppare il viaggio nell'iperspazio, il che li farà scontrare con la Federazione attuale. Il governo quindi non avrà altra scelta che attaccarli e distruggerli, e quindi i mondo dei robot è condannato a morte. Realo si rifiuta di lasciar capitare tutto questo e parte alla ricerca dei robot per avvertirli. Intende ritornare nella città in cui li ha incontrati per la prima volta, una città di nome New York.